# 萊昂·莫查納
萊昂·莫查納（Léon Motchane，1900年6月19日—1990年1月17日），法國實業家和數學家，法國高等科學研究所創辦人。

## 生平
莫查納生於一個有俄國和瑞士血統的家庭。俄國革命後，他在1918年離開俄國，移居瑞士。在瑞士期間，他兼職細木工匠，繼續求學，成為大學的物理助教。其後在1924年移居法國，1930年代入籍法國。他成為了實業家。
第二次世界大戰爆發後，他自願入伍，編入炮兵，進入楓丹白露的炮兵應用學校為學員。及後他參加抵抗運動，任務多為搜集情報。他在1944年8月13日執行任務時受傷，故此獲頒戰爭十字勛章（la croix de guerre）及抵抗獎章附花結（la médaille de la Résistance avec rosette）。他也參加了午夜出版社的冒險，用假名Thimerais出版了兩本小書（La pensée patiente，1943年，和Élements de doctrine，1944年）。
他對數學有興趣（年輕時曾讀數學，但未完成）。他受到法國數學家保羅·蒙泰爾鼓勵，終於在54歲時由Gustave Choquet指導而取得數學博士。他在1930年代已發表數學著作，1933年成為法國數學學會的會員。戰後他在法國科學院的雜誌發表數學和理論物理的文章。1958年Cécile DeWitt-Morette邀請他去美國參觀普林斯頓高等研究院，此行啟發他成立一間研究所，專門從事三個學科的基礎研究，就是數學、理論物理、人文科學（第三個從未真正落實）。他得到美國科學家、普林斯頓高等研究院院長羅伯特·奧本海默精神上的支持，以及幾家大型私營公司的資助，在1958年創立了法國高等科學研究所（Institut des hautes études scientifiques，簡稱IHÉS）。1962年研究所遷往現址，在伊維特河畔比爾（Bures-sur-Yvette）的瑪麗林（Bois Marie）。他出席了1966年8月莫斯科的國際數學家大會，代替亞歷山大·格羅滕迪克領取菲爾茲獎，因為格羅滕迪克抗議異見作家受到的對待而杯葛大會。莫查納從1958年起，擔任法國高等科學研究所所長，直至1971年退休，由荷蘭數學家Nicolaas Kuiper接任。